# Selenia nigrescens
Selenia nigrescens är en fjärilsart som beskrevs av Edward Alfred Cockayne och Kettlecorel 1949. Selenia nigrescens ingår i släktet Selenia och familjen mätare. Inga underarter finns listade.